# The Lay of Aotrou and Itroun
The Lay of Aotrou and Itroun és un poema de 508 línies escrit per J. R. R. Tolkien el 1930 i publicat a Welsh Review el desembre de 1945.
Aotrou i Itroun són les paraules en bretó per "senyor" i "senyora". El poema està modelat seguint el gènere del "lay bretó", popular en la literatura de l'anglès mitjà del segle xii. L'argument explora el conflicte entre els valors heroics o cavallerescs i el cristianisme, així com la seva relació amb la institució del matrimoni.
S'ha identificat com una de les principals fonts d'aquest poema la cançó bretona 'An Aotrou Nann hag ar Gorigann' (El senyor Nann i la fada), que Tolkien probablement coneixia a partir de l'obra de Wimberly Folklore in the English and Scottish Ballads (1928). Tolkien afegeix a aquesta font un component moral: el repudi de tota mena de tràfic amb allò sobrenatural.